# Oederemia esox
Oederemia esox là một loài bướm đêm trong họ Noctuidae.